# Montaña Clara
Montaña Clara är en ö i den spanska ögruppen och autonoma regionen Kanarieöarna som ligger i Atlanten utanför Afrikas nordvästra kust. Ön har fått sitt namn av de klara färgerna på det vulkanformiga berget.
Ön är en del av naturreservatet Parque Natural del Archipiélago Chinijo i Chinijoarkipelagen. Liksom övriga Kanarieöarna så är det en vulkanö.
Montaña Clara har aldrig bebotts av människor men trots den karga ytan på ön så finns där några viktiga djurarter såsom hökar, örnar och näbbmöss.